# Taça das Cidades com Feiras de 1970–71
A 13.ª e última edição da Taça das Cidades com Feiras foi jogada ao longo da época de 1970/1971. Esta viria ser a última edição desta competição, que foi substituída pela Taça UEFA na época seguinte. O vencedor da competição viria a ser o Leeds United que derrotou a Juventus, graças à regra do golo fora. No final desta cidade da Taça das Feiras foi disputado um play-off entre o clube com mais títulos desta competição, o FC Barcelona, e o Leeds United para determinar quem ficaria com o troféu original. O FC Barcelona viria a derrotar o Leeds por 2-1.

## Primeira Ronda
| Equipa 1                 | Total   | Equipa 2                 | 1.ª mão | 2.ª mão    |
| ------------------------ | ------- | ------------------------ | ------- | ---------- |
| Ilves-Kissat             | 4-5     | SK Sturm Graz            | 4-2     | 0-3        |
| Lazio                    | 2-4     | Arsenal                  | 2-2     | 0-2        |
| Cork Hibernians          | 1-6     | Valencia                 | 0-3     | 1-3        |
| Wiener Sport-Club        | 0-5     | KSK Beveren              | 0-2     | 0-3        |
| B1901                    | 3-8     | Hertha Berlim            | 2-4     | 1-4        |
| FC Spartak Trnava        | (p) 2-2 | Olympique de Marseille   | 2-0     | 0-2 (a.p.) |
| Ruch Chorzów             | 1-3     | Fiorentina               | 1-1     | 0-2        |
| 1. FC Köln               | 5-2     | RC Paris-Sedan           | 5-1     | 0-1        |
| Inter Milão              | 1-3     | Newcastle United         | 1-1     | 0-2        |
| FC Universitatea Craiova | 2-4     | Pécsi MFC                | 2-1     | 0-3        |
| GKS Katowice             | 2-4     | FC Barcelona             | 0-1     | 2-3        |
| Juventus                 | 11-0    | US Rumelange             | 7-0     | 4-0        |
| FC Barreirense           | 3-6     | NK Dinamo Zagreb         | 2-0     | 1-6        |
| La Gantoise              | 1-8     | Hamburger SV             | 0-1     | 1-7        |
| Sevilla FC               | 2-3     | Eskişehirspor Kulübü     | 1-0     | 1-3        |
| AEK Atenas               | 0-4     | FC Twente                | 0-1     | 0-3        |
| Hibernian FC             | 9-2     | Malmö FF                 | 6-0     | 3-2        |
| Vitória SC               | 4-3     | AS Angoulême             | 3-0     | 1-3        |
| Liverpool                | 2-1     | Ferencvárosi             | 1-0     | 1-1        |
| FC Dinamo București      | 5-1     | PAOK Salónica            | 5-0     | 0-1        |
| Bayern München           | 2-1     | Glasgow Rangers          | 1-0     | 1-1        |
| PFC Botev Plovdiv        | 1-6     | Coventry City            | 1-4     | 0-2        |
| Sparta Rotterdam         | 15-0    | Íþróttabandalag Akraness | 6-0     | 9-0        |
| Coleraine FC             | 4-3     | Kilmarnock FC            | 1-1     | 3-2        |
| Sarpsborg FK             | 0-6     | Leeds United             | 0-1     | 0-5        |
| Partizan Belgrado        | 0-6     | Dinamo Dresden           | 0-0     | 0-6        |
| Sparta Praga             | 3-1     | Athletic Bilbao          | 2-0     | 1-1        |
| Dundee United            | 3-2     | Grasshopper Club         | 3-2     | 0-0        |
| Akademisk Boldklub       | 10-2    | Sliema Wanderers FC      | 7-0     | 3-2        |
| Zeljeznicar Sarajevo     | 7-9     | RSC Anderlecht           | 3-4     | 4-5        |
| Lausanne Sports          | 1-4     | Vitória FC               | 0-2     | 1-2        |
| Hajduk Split             | 3-1     | Slavia Sofia             | 3-0     | 0-1        |

## Segunda Ronda
| Equipa 1             | Total   | Equipa 2            | 1.ª Mão | 2.ª Mão    |
| -------------------- | ------- | ------------------- | ------- | ---------- |
| SK Sturm Graz        | 1-2     | Arsenal             | 1-0     | 0-2        |
| Valencia             | 1-2     | KSK Beveren         | 0-1     | 1-1        |
| Hertha Berlim        | 2-3     | FC Spartak Trnava   | 1-0     | 1-3        |
| Fiorentina           | 1-3     | 1. FC Köln          | 1-2     | 0-1        |
| Newcastle United     | 2-2 (p) | Pécsi MFC           | 2-0     | 0-2 (a.p.) |
| FC Barcelona         | 2-4     | Juventus            | 1-2     | 1-2        |
| NK Dinamo Zagreb     | 4-1     | Hamburger SV        | 4-0     | 0-1        |
| Eskişehirspor Kulübü | 4-8     | FC Twente           | 3-2     | 1-6        |
| Hibernian FC         | 3-2     | Vitória SC          | 2-0     | 1-2        |
| Liverpool            | 4-1     | FC Dinamo București | 3-0     | 1-1        |
| Bayern München       | 7-3     | Coventry City       | 6-1     | 1-2        |
| Sparta Rotterdam     | 4-1     | Coleraine FC        | 2-0     | 2-1        |
| Leeds United         | 2-2     | Dinamo Dresden      | 1-0     | 1-2        |
| Sparta Praga         | 3-2     | Dundee United       | 3-1     | 0-1        |
| Akademisk Boldklub   | 1-7     | RSC Anderlecht      | 1-3     | 0-4        |
| Vitória FC           | 3-2     | Hajduk Split        | 2-0     | 1-2        |

## Oitavos de Final
| Equipa 1          | Total | Equipa 2         | 1.ª Mão | 2.ª Mão    |
| ----------------- | ----- | ---------------- | ------- | ---------- |
| Arsenal           | 4-0   | KSK Beveren      | 4-0     | 0-0        |
| FC Spartak Trnava | 0-4   | 1. FC Köln       | 0-1     | 0-3        |
| Pécsi MFC         | 0-3   | Juventus         | 0-1     | 0-2        |
| NK Dinamo Zagreb  | 2-3   | FC Twente        | 2-2     | 0-1        |
| Hibernian FC      | 0-3   | Liverpool        | 0-1     | 0-2        |
| Bayern München    | 5-2   | Sparta Rotterdam | 2-1     | 3-1        |
| Leeds United      | 9-2   | Sparta Praga     | 6-0     | 3-2        |
| RSC Anderlecht    | 3-4   | Vitória FC       | 2-1     | 1-3 (a.p.) |

## Quartos de Final
| Equipa 1     | Total | Equipa 2       | 1.ª Mão | 2.ª Mão    |
| ------------ | ----- | -------------- | ------- | ---------- |
| Arsenal      | 2-2   | 1. FC Köln     | 2-1     | 0-1        |
| Juventus     | 4-2   | FC Twente      | 2-0     | 2-2 (a.p.) |
| Liverpool    | 4-1   | Bayern München | 3-0     | 1-1        |
| Leeds United | 3-2   | Vitória FC     | 2-1     | 1-1        |

## Meias Finais
| Equipa 1   | Total | Equipa 2     | 1.ª Mão | 2.ª Mão |
| ---------- | ----- | ------------ | ------- | ------- |
| 1. FC Köln | 1-3   | Juventus     | 1-1     | 0-2     |
| Liverpool  | 0-1   | Leeds United | 0-1     | 0-0     |

## Final
| Equipa 1 | Total | Equipa 2     | 1.ª Mão | 2.ª Mão |
| -------- | ----- | ------------ | ------- | ------- |
| Juventus | 3-3   | Leeds United | 2-2     | 1-1     |